# Kokubunji
Kokubunji (japanska: 国分寺市?, Kokubunji-shi) är en stad i västra delen av Tokyo prefektur i Japan. Staden fick stadsrättigheter 1964.